# Andreas von Brandt
Andreas von Brandt (* 26. November 1972 in Saarbrücken) ist ein deutscher Diplomat. Er ist seit Juli 2024 Ständiger Vertreter der Bundesrepublik Deutschland bei den VN-Organisationen in Rom.

## Laufbahn
Der am 26. November 1972 in Saarbrücken geborene Andreas von Brandt erlangte im Jahr 1992 die allgemeine Hochschulreife. Von 1992 bis 1994 leistete er Zivildienst bei der Deutschen Stiftung für Internationale Entwicklung (DSE) und war nebenher als freier Journalist tätig. Von 1994 bis 2000 studierte er Politik- und Rechtswissenschaft in Heidelberg, Saarbrücken, Lissabon und Trier; er schloss die Studien mit Erreichen des Magister artium und dem erstes juristischen Staatsexamen ab. In den Jahren 2000 und 2001 war er bei der Weltbank in Washington und Fulbright-Stipendiat.
Von 2002 bis 2004 nahm von Brandt an der Attachéausbildung in der Akademie Auswärtiger Dienst teil.
Bis zum Jahr 2018 folgten Auslandseinsätze als Politik-, Presse- und Wirtschaftsreferent in der Botschaft Islamabad, Pakistan (2005 bis 2006), als Projektleiter Bioenergie und Ernährungssicherheit (BEFS) sowie stellvertretender Leiter der Arbeitseinheit Recht auf Nahrung der Ernährungs- und Landwirtschaftsorganisation der Vereinten Nationen (FAO) in Rom, Italien (2006 bis 2009), als Pressereferent der Botschaft Rom (2009 bis 2011) und als ständiger Vertreter des Leiters der Botschaft Kabul, Afghanistan (2017 bis 2018).
In der Zentrale war er unter anderem eingesetzt als Referent für UN-Sonderorganisationen (2004 bis 2005), als Leiter des Pakistan-Teams im Arbeitsstab-Afghanistan-Pakistan (2011 bis 2014) und als stellvertretender Referatsleiter für Südkaukasus und Zentralasien (2014 bis 2017).
Von 2018 bis 2020 war von Brandt stellvertretender Direktor im Leitungsstab von NATO-Generalsekretär Jens Stoltenberg im NATO-Hauptquartier, Brüssel, Belgien. Es folgte von 2020 bis 2022 der Einsatz als Botschafter der Europäischen Union in Kabul, Afghanistan, der mit der Evakuierung nach Doha, Katar endete.
Erneut im Auswärtigen Amt fungierte er von 2022 bis 2024 als Leiter des Grundsatzreferats für Krisenprävention, Stabilisierung, Friedensförderung und humanitäre Hilfe.
Seit Juli 2024 ist er Ständiger Vertreter der Bundesrepublik Deutschland bei den VN-Organisationen in Rom.